# Георги Попов (кмет на Разград)
Вижте пояснителната страница за други личности с името Георги Попов.
Георги Атанасов Попов (1833 – 1917) е български политик, първи кмет на Разград след Освобождението. През целия период от Освобождението до 1959 г. Разград е и околийски център

## Биография
Георги Попов е роден през 1833 в семейството на поп Атанас Димиев и Стефана Кръстева. Негови братя и сестри са поп Кръстю Попатанасов Христофор Папазоолу, Петър Попов, поп Иван Попов и Пена Попатанасова. След като получава образованието си в Разград, Георги Попов се занимава с търговия. Жени се за Катинка Попова, с която са родители на поп Атанас Попов и Стиляна Георгиева Попова. Съхранено е следното битоописание: 
| „                                 | 1й период от 15.Х.1833 до 20.V.1852 г.: Аз, Георги А. Попов, по предание от родителите ми родил съм се в хиляда осемстотин тридесет трета година (1833) на 15й Х в сряда в гр. Разград от родителите ми поп Атанас поп Димиев и законната му съпруга Стефана, дъщеря на дяда Кънча Захариев Зографина (иконописеца) и двамата родом из град Трявна, Търновски окръг, българи от източно православно изповедание. Кръщавали ма в църквата „Св. Никола“ в родний ми град Разград, кръщелницата, която ме е възприела от св. Купел била баба Харизаница, тя ма и бабувала. В 1845-о лято постъпах на училище при даскал Върбана от Горна Оряховица тук в гр. Разград. Баща ми, който се бил заселил в този град през 1820 г. почина в същия град Разград в 1846 г. на 1й септември. Тялото му е погребано от дясната страна при входа на църквата св. Никола тук в града, гдето отпосле са погреба и тялото на покойния свещеноиконом поп Никола Димитров Лясковчанина. | “ |
| по препис на Кирил Атанасов Попов | |   |

Георги Попов става виден търговец, обществен и политически деятел. Русофил, участник в Кримската война в редовете на руската армия.  Заедно с братята си е инициатор и активен деятел за издигането на нова църква в Разград /1860 г./. По негова инициатива местният бакалски еснаф се противопоставя на централната турска власт, а през 1861 г. като настоятел и касиер на Разградската църковна община, организира протест и неплащане на владичина на гръцката патриаршия поради заточаването на българските владици в Цариград. Заради защитата му на българските интереси през 1866 г. е избран за член на Окръжния съвет /Давие-мизлиши/.
Разград е освободен от войските на III армейски корпус под предводителството на княз Александър Дондуков-Корсаков на 16 /28 януари 1878 г. На 22 януари (5 февруари) военният комендант на града Владимир Василиевич свиква гражданите за избиране на първия общински съвет. Избрани са осем съветници и по предложение на окръжния началник за първи кмет на градската община е избран Георги Попов, който управлява около една година. 
Георги Попов е избран от разградчани за народен представител в Учредителното събрание в Търново през 1879 г. Участва и в Първото велико народно събрание за избор на княз.
Първият градски общински съвет изпълнява службата по правилното разпределение и събирането на данъците, по хигиенизирането на града и здравеопазването и организацията на учебното дело.
Георги Попов умира през 1917 г.